# Esercito dacico
Per esercito dacico si intende l'insieme delle armate delle varie tribù daciche, che in età antica popolarono la regione denominata dai Romani col nome di Dacia (l'odierna Romania e Moldavia).
Acquistò rilevanza soprattutto al tempo del primo grande sovrano dacico, Burebista (tra l'82 e il 44 a.C.), e poi ai tempi dei primi principi dell'Impero romano: sotto Domiziano (85-89 d.C.) e successivamente Traiano (101-106). Entrambi gli imperatori intrapresero dure guerre contro i Daci che, dopo essersi battuti a lungo, furono sconfitti e sottomessi alla potenza romana.

## Contesto storico

### Origini (VI-II secolo a.C.)
È a Erodoto che si devono le prime indicazioni sulla popolazione autoctona della Dacia. Lo storico greco ha infatti descritto la popolazione dei Geti della Dobrugia, i quali nel 514 a.C. si scontrarono contro le armate di Dario I di Persia.
(Erodoto, Storie, IV, 93.)
Nel 334 a.C., i Geti furono attaccati e battuti dalle armate macedoni di Alessandro Magno, come alleati dei vicini Triballi, che negli anni precedenti avevano compiuto diverse incursioni contro la Macedonia di Filippo II. Otto anni più tardi, nel 326 a.C., le sorti si invertirono, e questa volta i Geti riuscirono a battere le armate macedoni, comandate dal generale Zopirione, nella steppa getica a sud della Bessarabia.
Attorno al 300 a.C., il nuovo re ellenistico dei Traci, Lisimaco (306-281 a.C.), decise di invadere e annettere i territori geti della Valacchia, a nord del Danubio. Le armate prima del figlio Agatocle e poi dello stesso re furono battute ed entrambi fatti prigionieri dal re geta Dromichaete. Nel corso del III-II secolo a.C., le notizie si fanno più scarse. Sappiamo di alcuni conflitti tra i re dei Geti e la colonia greca di Histria sul Mar Nero (a sud della foce del fiume Danubio), dove quest'ultima ne pagò duramente le conseguenze dello scontro.
Pompeo Trogo narra del conflitto che portò l'allora re dace, Oroles, a battere e respingere un'incursione di germani Bastarni, che avevano tentato di penetrare da oriente nelle fertili pianure del medio corso del fiume Mureș. Un nuovo conflitto con i Bastarni si verificò nel 112-109 a.C., ma anche questa volta furono respinti. Ed è infine a questo periodo che si deve lo spostamento del centro di potere dei daco-geti dalla pianura della Valacchia al cuore della Transilvania.

### Daci e Romani (prima metà del I secolo a.C. - inizi del II secolo d.C.)

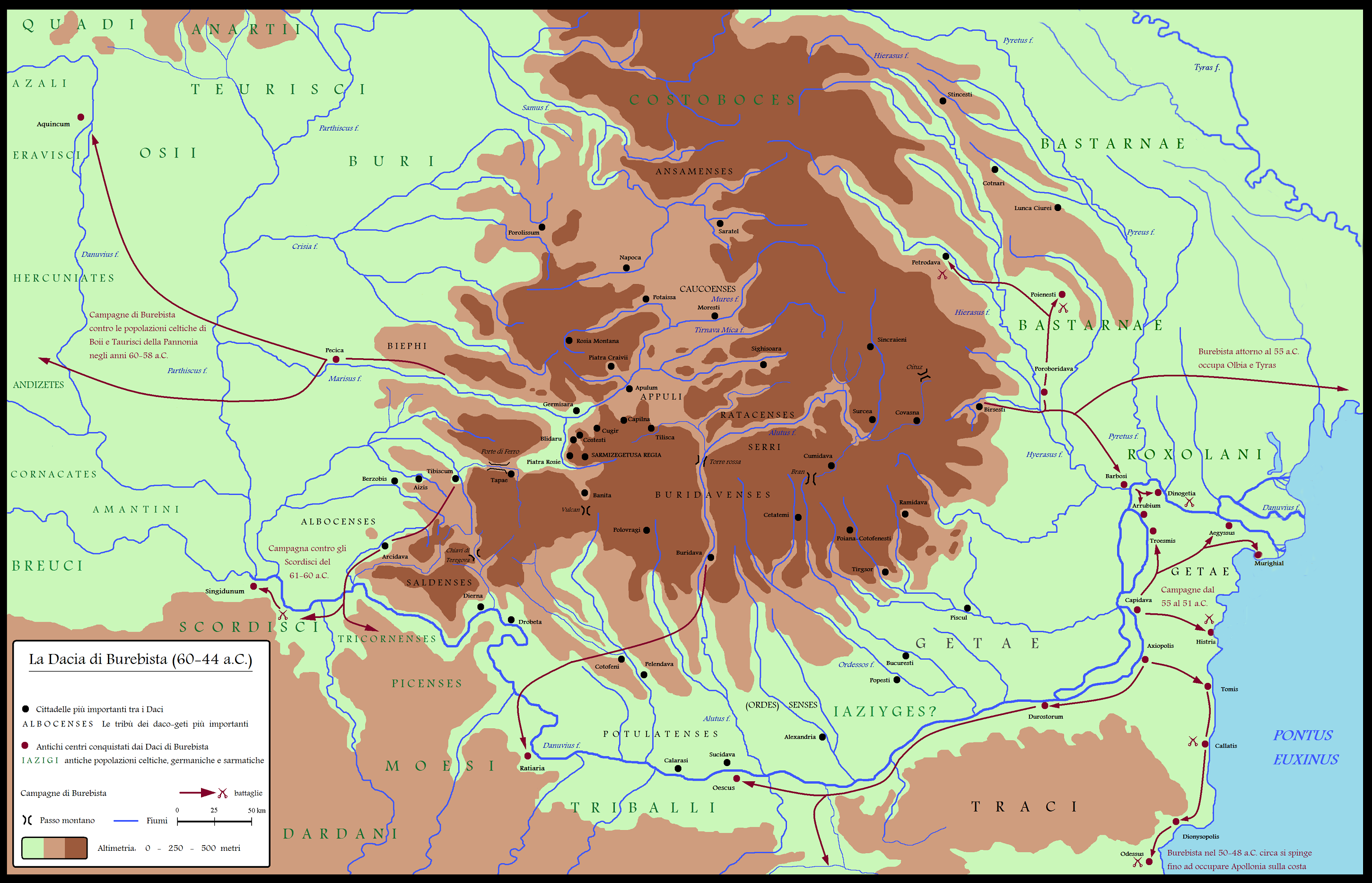
La Dacia di Burebista (60-44 a.C.)

È con l'inizio del nuovo secolo che i Romani, impegnati a combattere Scordisci e Dardani, arrivarono a scontrarsi anche con i loro alleati: i Daci (nel 74 a.C.). Floro racconta che l'allora governatore della Macedonia, Gaio Scribonio Curione, «giunse fino in Dacia, ma si ritirò spaventato davanti alle fitte ombre delle sue foreste».".
Nella prima metà del I secolo a.C., sul territorio dell'antica Dacia, sorse uno Stato il cui centro principale si trovava nei Carpazi meridionali della Transilvania, nella zona del massiccio di Orăștie, arrivando a inglobare nel momento della sua massima espansione tutta la stirpe daco-getica. La formazione di questo primo Stato dacico fu potenziata soprattutto sotto la guida illuminata del re Burebista, contemporaneo di Gaio Giulio Cesare, il quale ristrutturò l'ordinamento interno, riorganizzò completamente l'esercito e ampliò i limiti del regno fino alla loro massima espansione.
Burebista, dopo aver riorganizzato internamente lo Stato, riformò l'esercito, creando una complesso e solido sistema di fortificazioni nelle montagne di Orăștie, attorno alla capitale, Sarmizegetusa Regia, e al centro del nuovo Stato. L'aumento demografico della popolazione e l'accresciuta forza militare determinarono, inoltre, tutta una serie di campagne condotte negli anni dal 60 al 48 a.C. circa: in Illiria dove sottomise il popolo degli Scordisci della bassa valle del fiume Sava; nella piana del fiume Tibisco, portando le sue armate fino al lago Balaton nell'attuale Ungheria, sottomettendo i territori della Pannonia e mettendo in fuga i popoli celti dei Boi e dei Taurisci; lungo le coste del Ponto Eusino dove sottomise le colonie greche di Olbia sul fiume Bug, Tyras sul fiume Nistro, Histria (in Dobrugia), Tomi, Odessos, Mesembria e Apollonia; e infine nella parte settentrionale dei monti Balcani.
Si racconta che, durante la guerra civile tra Cesare e Pompeo, egli abbia tentato di approfittare della situazione, inviando ambasciatori a Pompeo, a cui avrebbe promesso aiuto militare in cambio probabilmente del riconoscimento delle sue conquiste lungo la riva destra del Danubio. Ma prima che potesse allearsi ufficialmente con quest'ultimo, Cesare riuscì a battere Pompeo a Farsalo nel 48 a.C., vanificando ogni possibile alleanza del re dace. Al contrario mise in luce quanto pericoloso poteva essere per Roma il nuovo regno formatosi in Transilvania. I Daci, infatti, dopo i successi dell'ultimo decennio apparvero così potenti agli occhi dei Romani, che lo stesso Cesare aveva programmato una spedizione contro di loro, che non ebbe, però, luogo a causa della morte del dittatore romano alle idi di marzo del 44 a.C..
(Appiano, Guerra Civile, II, 110.)
Poco dopo anche Burebista venne assassinato, vittima di un complotto di una parte dell'aristocrazia tribale, ed il regno diviso in quattro (o forse cinque) parti, governate da diversi regnanti. Il potente regno dei Daci perdeva così la potenza dell'ultimo ventennio e, risultando meno pericoloso, permise a Roma di "accantonare", per il momento, il pericolo dacico per oltre un secolo, fino a Domiziano-Traiano. Sembra, infine, che anche se l'unità della Dacia andò frantumandosi con la morte di Burebista, nel corso del I secolo andò ricomponendosi attorno al nucleo centrale delle montagne di Orăștie, pur non avendo mai perduto l'unità religiosa di tutte le sue genti geto-daciche.
Per il secolo e mezzo successivo Romani e Daci continuarono a stuzzicarsi in azioni mai determinanti ai fini di conquista definitiva dei loro territori. Sappiamo che Ottaviano nel 35 a.C., che si apprestava a occupare buona parte dell'alto e medio corso del fiume Sava, intendeva fare della fortezza di Siscia un avamposto per eventuali campagne ad oriente contro Daci e Bastarni. Pochi anni più tardi, nel 28 a.C., il nuovo governatore della Macedonia, Marco Licinio Crasso, batteva i geto-daci della Dobrugia, in una campagna punitiva.
Nuove e successive incursioni dei Daci oltre il Danubio furono di volta in volta respinte dagli eserciti romani, come racconta Cassio Dione nel 10 a.C.; nel 6 d.C. quando costrinsero Aulo Cecina Severo, nel pieno della rivolta dalmato-pannonica, a ritirarsi in Mesia, poiché i Daci e i Sarmati ne stavano devastando i territori; tra l'1-11 d.C. quando Sesto Elio Catone e Gneo Cornelio Lentulo l'Augure condussero 50.000 Geti a sud del Danubio (il primo), mentre il secondo li respinse al di là del Danubio e pose sulla riva destra del grande fiume, per la prima volta, numerosi presidi a difesa di eventuali e future incursioni. Alla fine i Daci furono costretti a riconoscere la supremazia romana nell'area balcanica, pur senza essere stati ancora sottomessi a Roma.

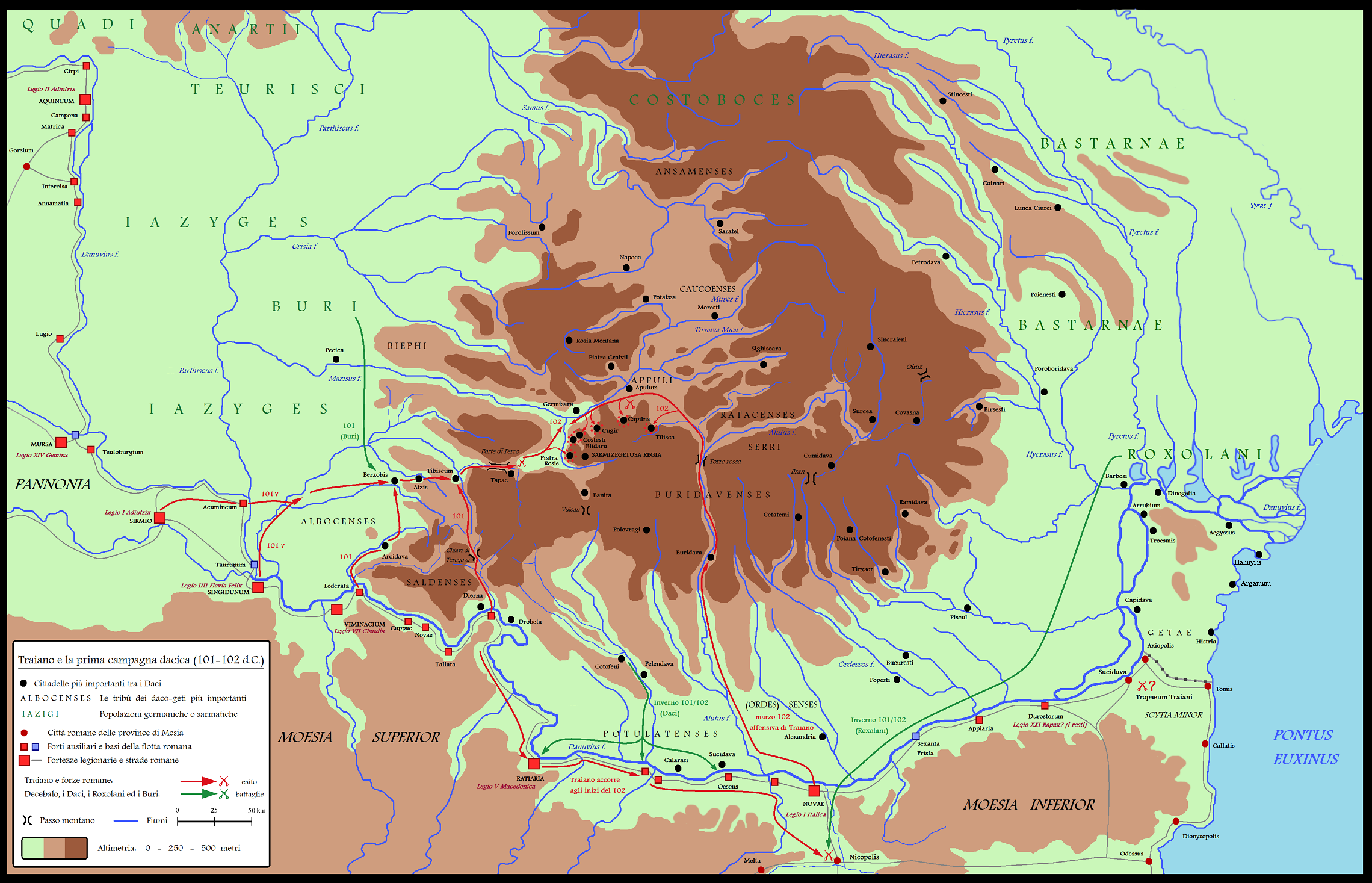
La prima campagna in Dacia di Traiano del 101 e 102.

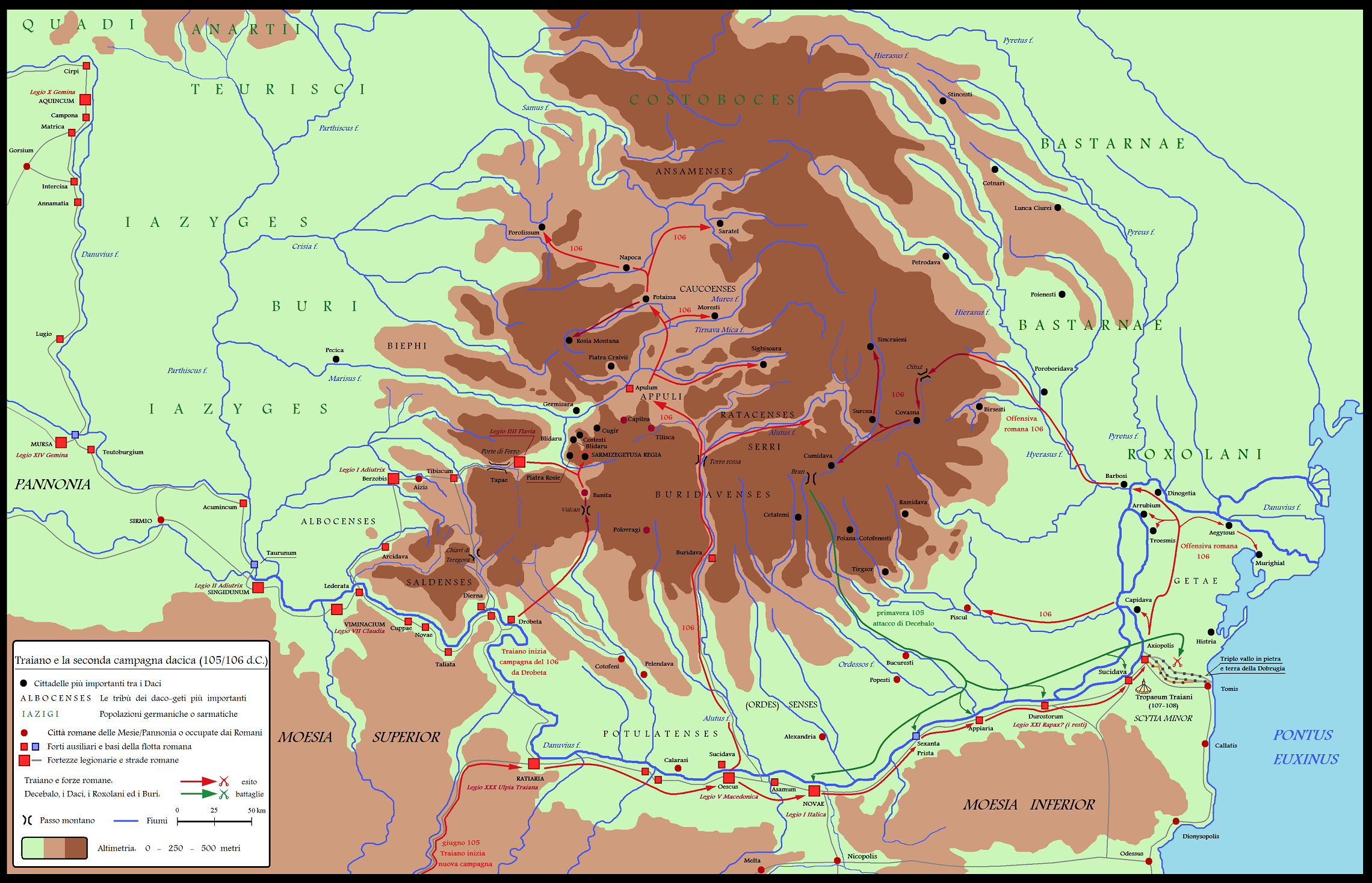
La seconda campagna in Dacia di Traiano del 101 e 102.

Ma gli scontri continuarono nei settant'anni successivi: nel 15, attorno al 30, in un periodo imprecisato, tra il 57 ed il 67, quando l'allora governatore della Mesia, Tiberio Plauzio Silvano Eliano, attraversò il Danubio e trasferì 100.000 transdanubiani in territorio romano, nel 69, quando i Daci di Diurpaneo attaccarono i confini della Mesia lungo il basso corso del Danubio, assediando entrambi i castra legionari di Viminacium e Oescus, ma venendo sconfitti dal generale Gaio Licinio Muciano, proveniente dalla Siria, in marcia verso ovest per sostenere la dinastia dei Flavi.
Pur se nel corso del I secolo d.C., i Daci avevano sfruttato ogni opportunità per attraversare il Danubio ghiacciato d'inverno e depredare le città romane della provincia di Mesia, fu solo sotto Domiziano che Roma cercò di risolvere il problema dacico, anche a costo dell'annessione dell'intera area carpatica. La Dacia era, infatti, tornata ad essere una potenza scomoda per il vicino Impero romano. La sua forza militare ed economica si era accresciuta enormemente tornando all'antico splendore dei tempi di Burebista.
Dall'85 all'89, i Daci, comandati prima dal re Diurpaneo, e dall'86 dal nuovo re Decebalo, combatterono due guerre contro i Romani.
- Nell'85 i Daci, radunato un poderoso esercito, passarono il Danubio e dilagarono nella provincia romana della Mesia, dove era stanziata una sola legione, guidata dal governatore Gaio Oppio Sabino, che venne ucciso. Domiziano affidò allora il comando della guerra e delle truppe romane a Cornelio Fusco, prefetto del pretorio, recandosi lui stesso sul teatro delle operazioni, ma senza prendervi parte. I Daci, nel tentativo di attirare i Romani in una trappola, riattraversarono il fiume, ma Domiziano fece ritorno in Italia.
- Nell'86 Cornelio Fusco passò il Danubio e si inoltrò nel territorio nemico. Fu assalito di sorpresa e ucciso per ordine del nuovo re Decebalo.[25]
- Nell'88 nuove truppe romane, comandate dal governatore della Mesia superiore, Tettio Giuliano, ottennero la vittoria nella battaglia di Tapae, in Transilvania. Disdegnando le offerte di pace di Decebalo, Domiziano provocò nuove ostilità.[26]
- L'anno seguente (nell'89) Domiziano, in seguito alla disfatta subita ad opera di Marcomanni e Quadi, dovette stipulare una pace che, se da un lato garantiva la sicurezza del confine danubiano poiché Decebalo era stato costretto ad accettare, almeno formalmente, lo status di "re cliente" dell'Impero romano, dall'altro prevedeva per i Romani l'invio di istruttori militari, artigiani e anche sussidi monetari. I Daci in sostanza restavano ancora indipendenti, Roma si accontentava di una vittoria ed un trionfo quanto mai effimero e a Decebalo si offriva l'occasione di accrescere la propria potenza approfittando degli aiuti romani.[27]

Preoccupato dalla crescente potenza dello Stato dacico, Traiano decise di mettere fine al precedente e disgraziato accordo siglato da Domiziano (forse anche per risanare le finanze dell'Impero con la cattura del tesoro di Decebalo), e di conquistare la Dacia, guadagnando così il controllo sulle miniere d'oro della Transilvania.
Il risultato della prima campagna (101-102) fu l'assedio della capitale dacica Sarmizegetusa Regia e l'occupazione di parte del suo territorio. La seconda campagna (105-106) si concluse con il suicidio di Decebalo e la conquista del territorio che avrebbe formato la nuova provincia romana della Dacia. Era la fine della guerra e la monetazione romana di quell'anno poteva così celebrare la «Dacia capta» (occupata).
La storia della guerra fu scritta dallo stesso imperatore Traiano in una sorta di Commentarii sull'esempio di Cesare, andati perduti. E questi commentari il Senato ordinò che venissero impressi per sempre nella pietra nelle raffigurazioni scolpite sulla Colonna di Traiano a Roma.
La provincia romana della Dacia occupava gli odierni Transilvania, Banato e Oltenia. I Romani costruirono forti per proteggersi dagli attacchi di Roxolani, Alani, Carpi e Daci liberi (di parte del Banato e Valacchia), oltre a tre nuove grandi strade militari per unire le città principali. I Daci, nei territori romani, adottarono la religione e la lingua dei conquistatori e l'attuale lingua rumena è una lingua neolatina, a conferma di una precoce romanizzazione di questi territori. Cessava così in maniera definitiva l'organizzazione militare degli antichi Daci.

## Struttura delle unità
La società dei Daci, come quella dei vicini Traci e Geti, era altamente militarizzata. Sappiamo che usavano decorare il loro corpo con tatuaggi, come gli Illiri e i Traci.

### Fanteria
Il nerbo dell'esercito dei Daci era la fanteria, come si può osservare anche dalle numerose scene presenti nella Colonna di Traiano.

### Cavalleria

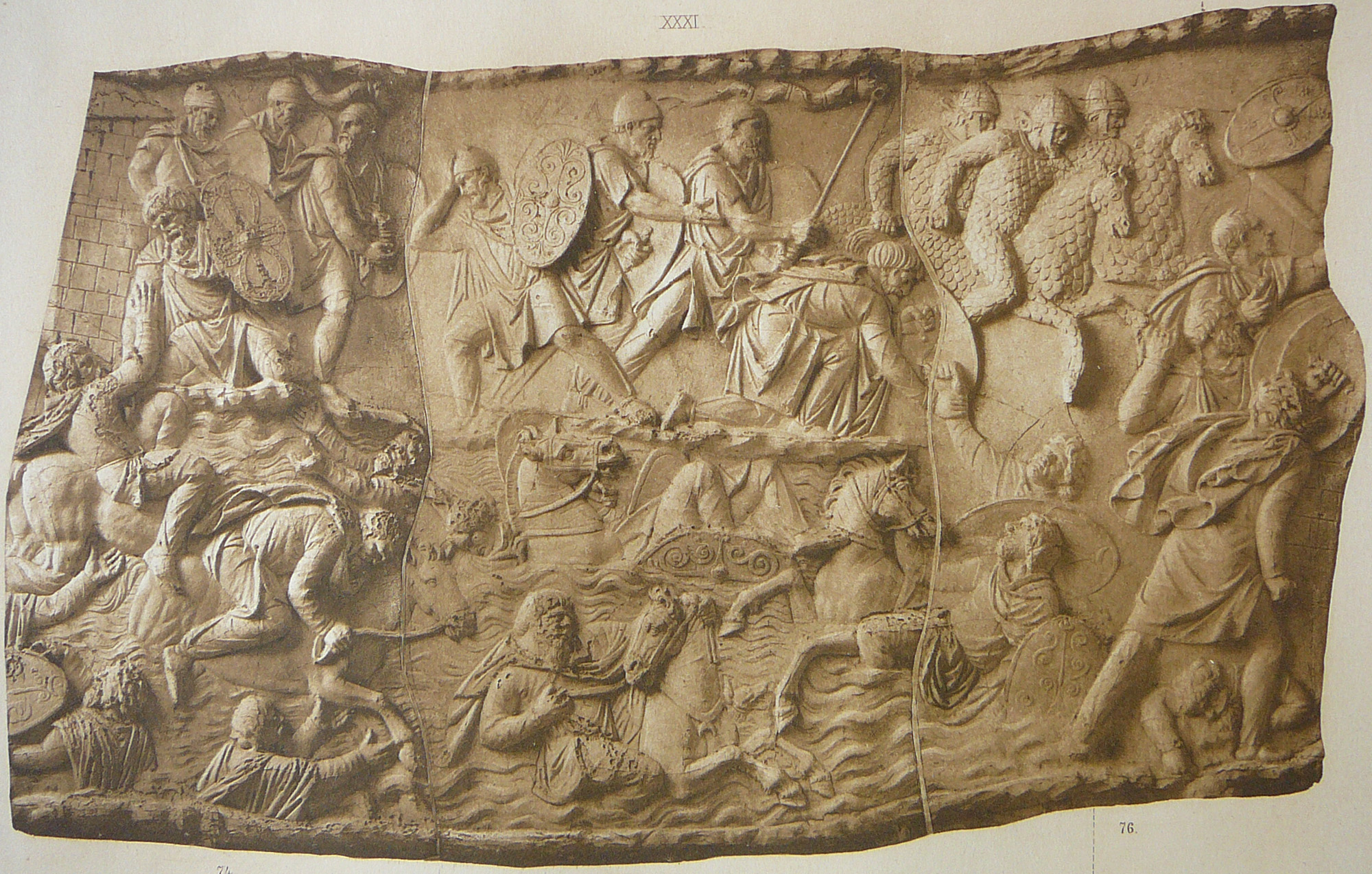
Scena XXIII della Colonna traiana a Roma, dove si riconoscono cavalieri sarmati catafracti della popolazione dei Roxolani, alleati dei Daci.

La cavalleria dei Daci era formata, per lo più, da forze alleate, non disponendo di reparti altamente specializzati, essendo la fanteria il nerbo del loro esercito. Si ricordano, infatti, reparti di questo genere di sarmati Roxolani, che utilizzavano un'armatura pesante a copertura dell'intero corpo, compreso quello del cavallo (catafratto). Ecco come li descrive, in modo assai similare a quanto si può ancor oggi scorgere sulla Colonna di Traiano, lo storico del IV secolo Ammiano Marcellino:
(Ammiano Marcellino, Storie, XVII 12.2-3.)

### Mercenari
I Daci combatterono anche come mercenari per i diadochi ellenistici e non possedevano, escluse poche navi da guardia, una marina militare. Nel 168 a.C. Perseo di Macedonia tentò di assoldare ben 10.000 fanti e altrettanti cavalieri tra i Geti. Ma il costo esagerato richiesto dai mercenari transdanubiani, di complessivi 150.000 pezzi d'oro, privarono l'esercito del re macedone di una forza alleata notevole e fondamentale ai fini dell'imminente scontro con i Romani presso Pidna.

### Alleati
Nel corso della conquista della Dacia l'esercito di Decebalo utilizzò numerose forze alleate, soprattutto di cavalleria pesante catafratta della popolazione sarmatica dei Roxolani, oltre ad unità di fanteria e cavalleria germaniche di Buri e Bastarni. Nel corso della guerra tentò invano di trovare nuovi alleati a Oriente nei Parti e a Occidente nelle popolazioni suebe di Quadi e Marcomanni.
Sembra invece che gli Iazigi di ceppo sarmatico, rimasti neutrali durante la prima campagna, fossero in guerra contro i Romani lungo i confini della Pannonia inferiore, certamente nel 107, e forse prima (dal 105-106).

## Uomini, organizzazione e gerarchia interna
I Daci si dividevano in due classi: l'aristocrazia a cui era affidata l'amministrazione e l'economia (i tarabostes) oltre a costituire l'élite dei guerrieri (i pileati); a questa classe si aggiungeva la gente comune e libera (i comati). Entrambe le classi sociali dei pileati e dei comati partecipavano al grande consiglio reale, almeno ai tempi di Decebalo.
Soltanto gli aristocratici avevano il diritto di coprire le proprie teste e indossavano un cappello di feltro, detto pileo (da cui viene pileati, il nome con cui erano designati in latino). La seconda classe comprendeva i soldati di basso livello, i contadini e gli artigiani; in latino erano denominati capillati, per via dei capelli portati lunghi. Il loro aspetto e abbigliamento si può vedere sulla Colonna di Traiano.
Si racconta, inoltre, che questa società di tipo patriarcale era orientata soprattutto alla guerra più che alla pace; in particolare i Daci, erano considerati tra i popoli di stirpe tracia i più valorosi e «i più giusti tra il popolo dei Traci», come tramanda Erodoto.

## Tattica ed armamento

### Armamento

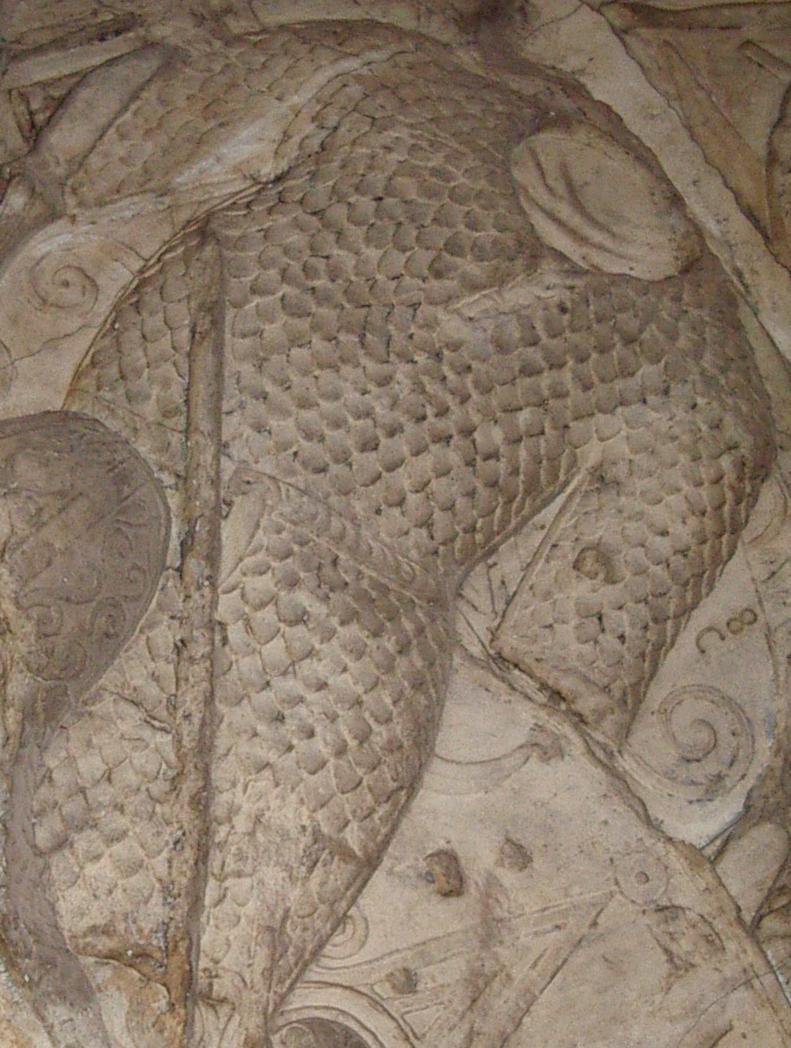
Una versione dalla Colonna di Traiano di armatura a scaglie, tipica degli alleati dei Daci: i Roxolani

La falce era l'arma principale dell'arsenale dell'esercito dacico; ne esistevano due varianti: la sica impugnabile a una mano e una versione più lunga, da impugnare a due mani, assai più letale ma pericolosa per la fase difensiva, in quanto impediva al guerriero l'uso dello scudo.
Nel secondo caso si trattava di un'arma con un manico in legno lungo tre piedi e una lama in ferro ricurvo, della lunghezza quasi pari a quella del manico. La lama era affilata solo sul lato interno, ed era nota per essere devastante nell'attacco. Tuttavia, lasciava il suo utilizzatore assai vulnerabile poiché, essendo un'arma a due mani, il fante non poteva utilizzare in contemporanea lo scudo. Il suo pregio era quello di "agganciare" gli scudi avversari, sventrandoli e tirandoli verso di sé, rompendo così lo schieramento compatto avversario (come nel caso della legione romana).
Normalmente solo i capi dei Daci indossavano un'armatura, con un elmo di tipo frigio dalle creste finemente decorate oppure con elmi a cupola di tipo sarmatico. Combattevano, inoltre, con lunghe lance, le spade a forma di falce, giavellotti, e avevano come insegna il famoso dracus (a forma di drago), ereditato poi dai Romani.
La cavalleria era invece equipaggiata con lancia, lunga spada del tipo di La Tène e scudo ovale.

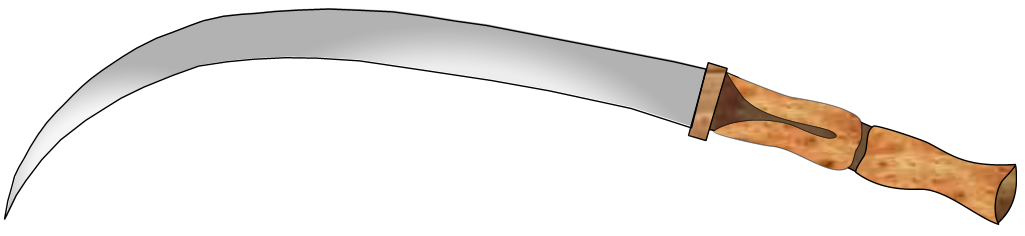
Una tipica spada a falce
Una tipica insegna dacica a forma di drago.
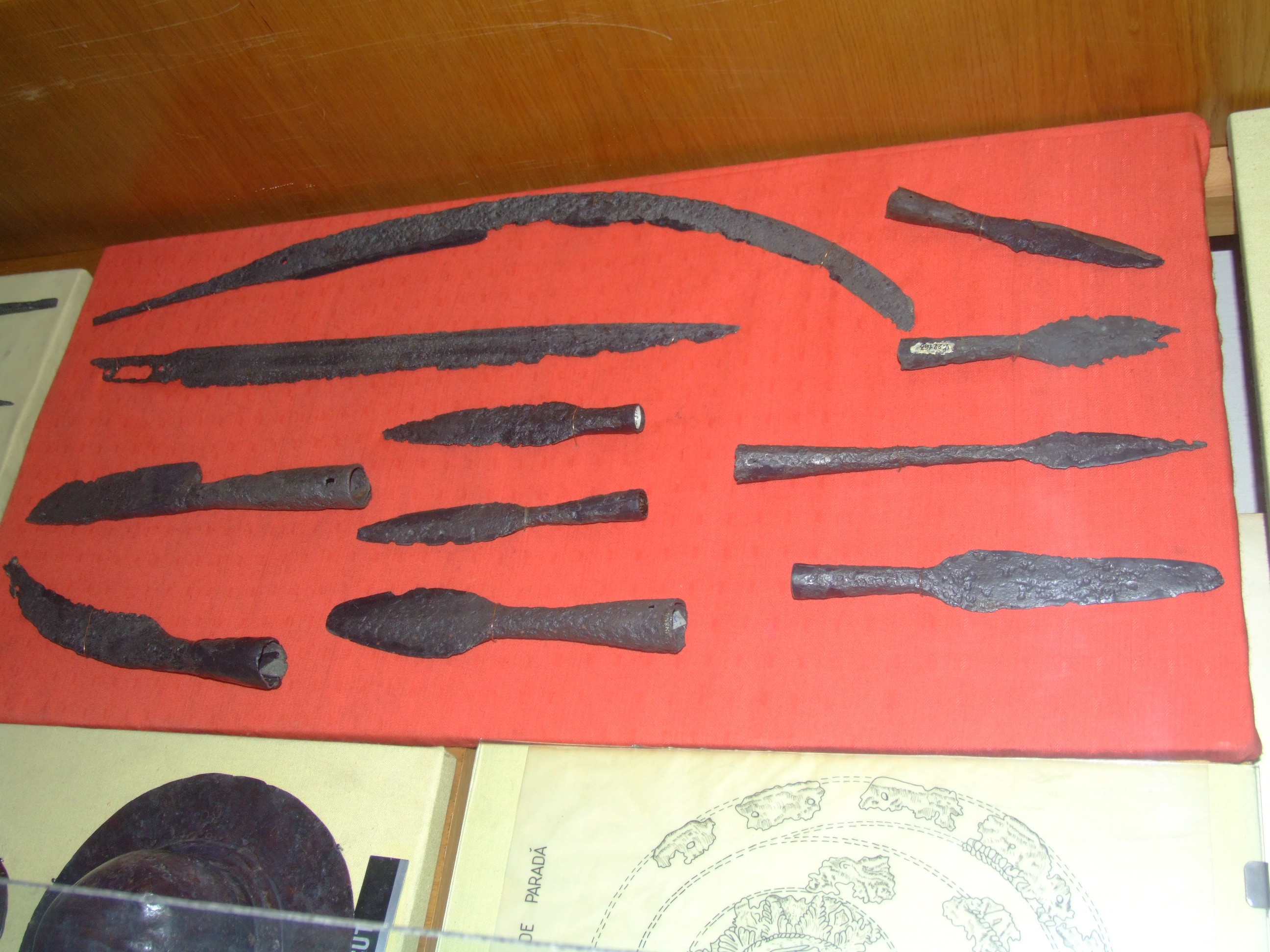
Serie di lame di lance e spade daciche
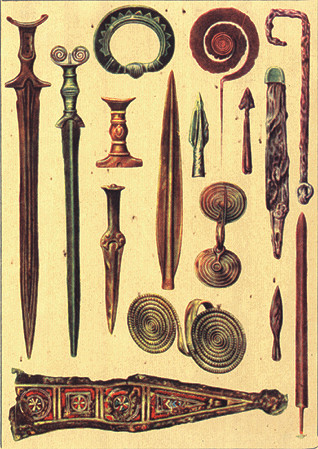
Varie tipologia dei armi dell'età del Bronzo in Romania
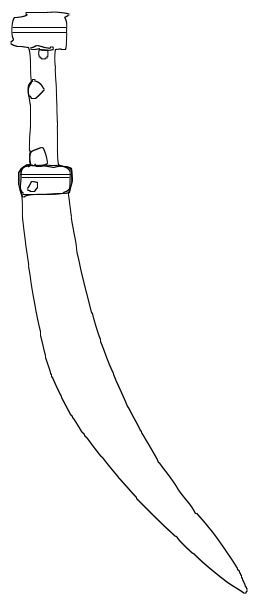
sica, una versione ridotta della spada a falce
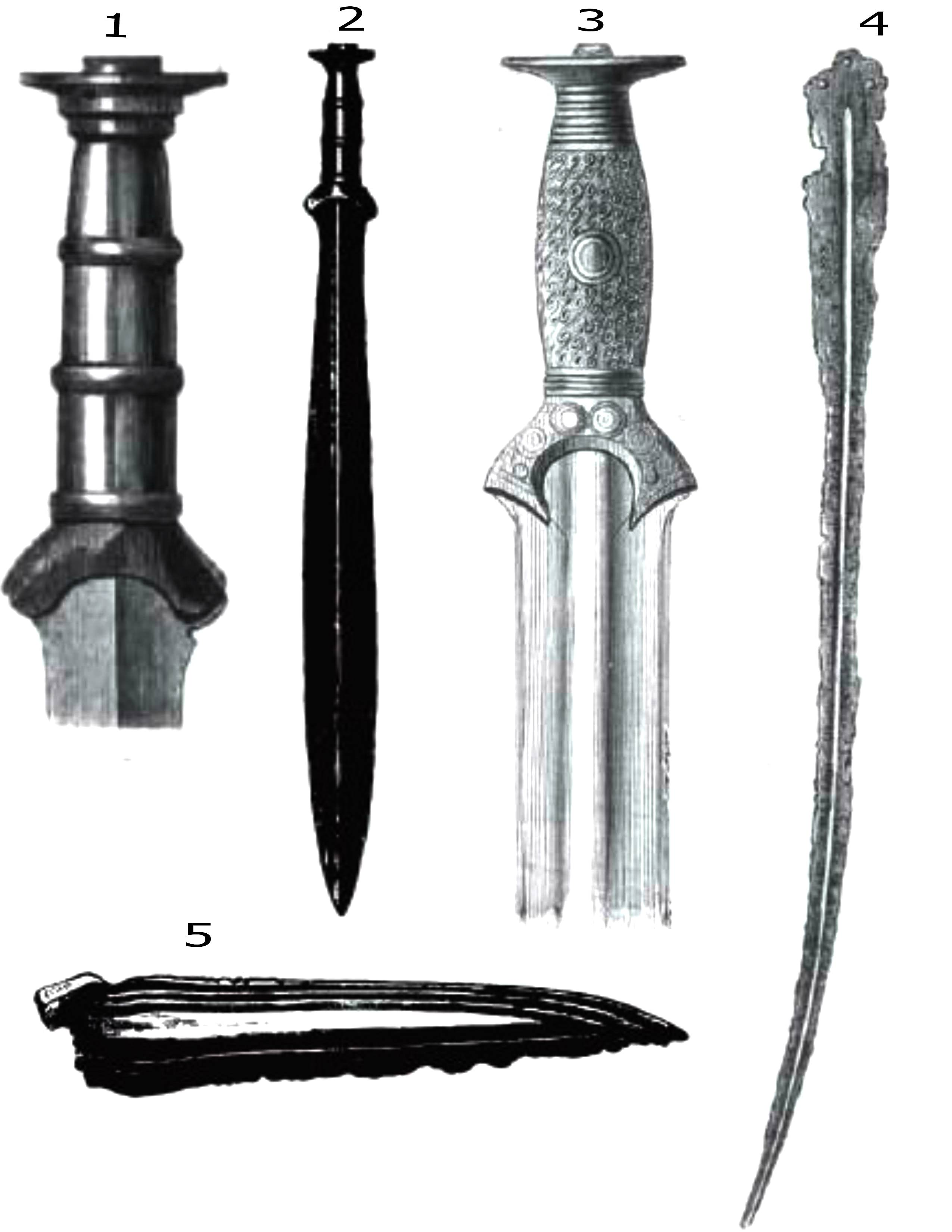
Disegni di spade daciche

Qui di seguito una serie di elmi di ottima fattura degli artigiani daci.

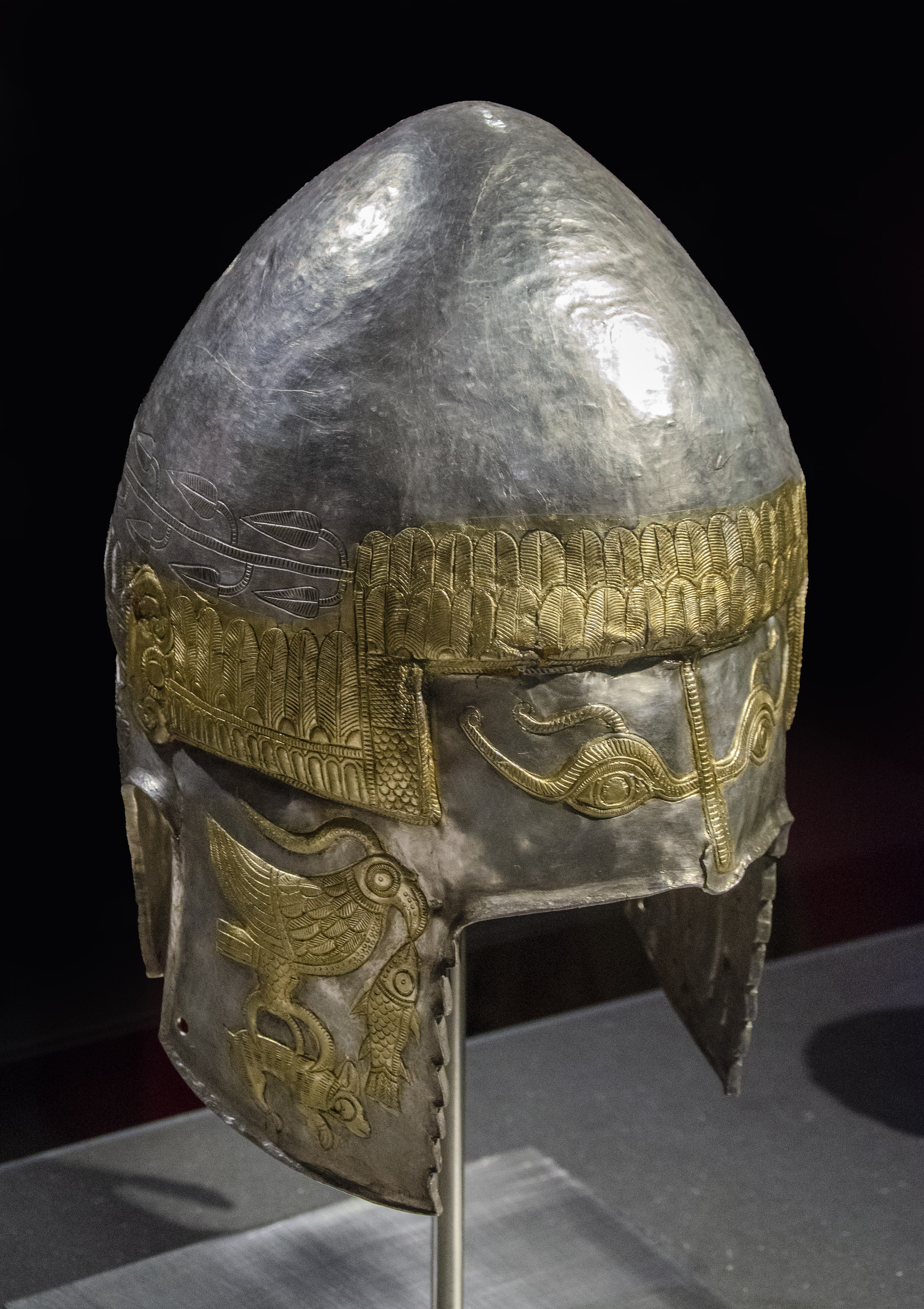
Elmo di Agighiol
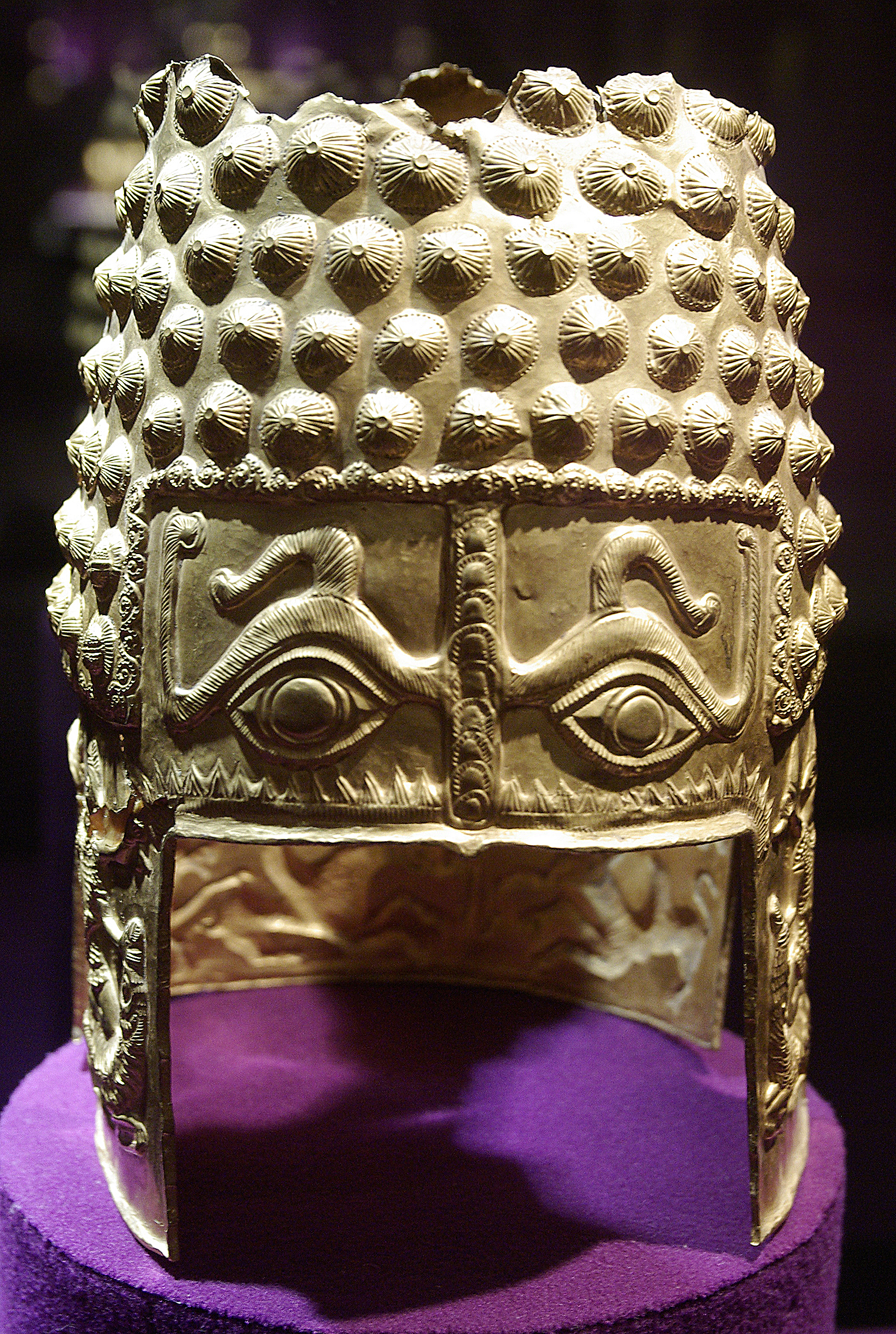
Elmo d'oro di Coțofenești (frontale)
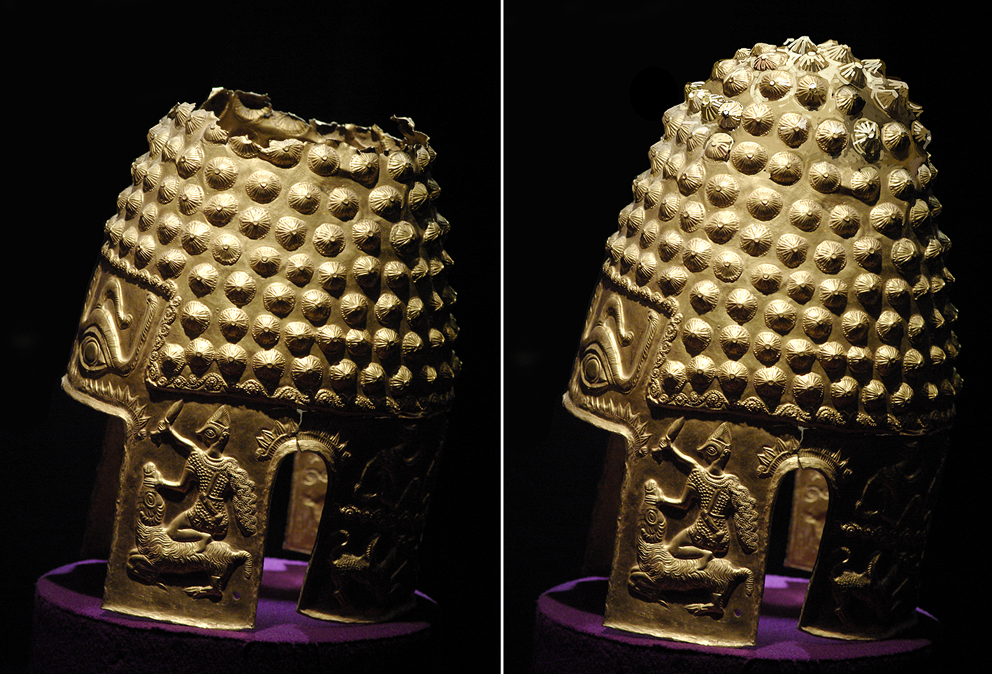
Ricostruzione grafica dell'elmo d'oro di Coțofenești
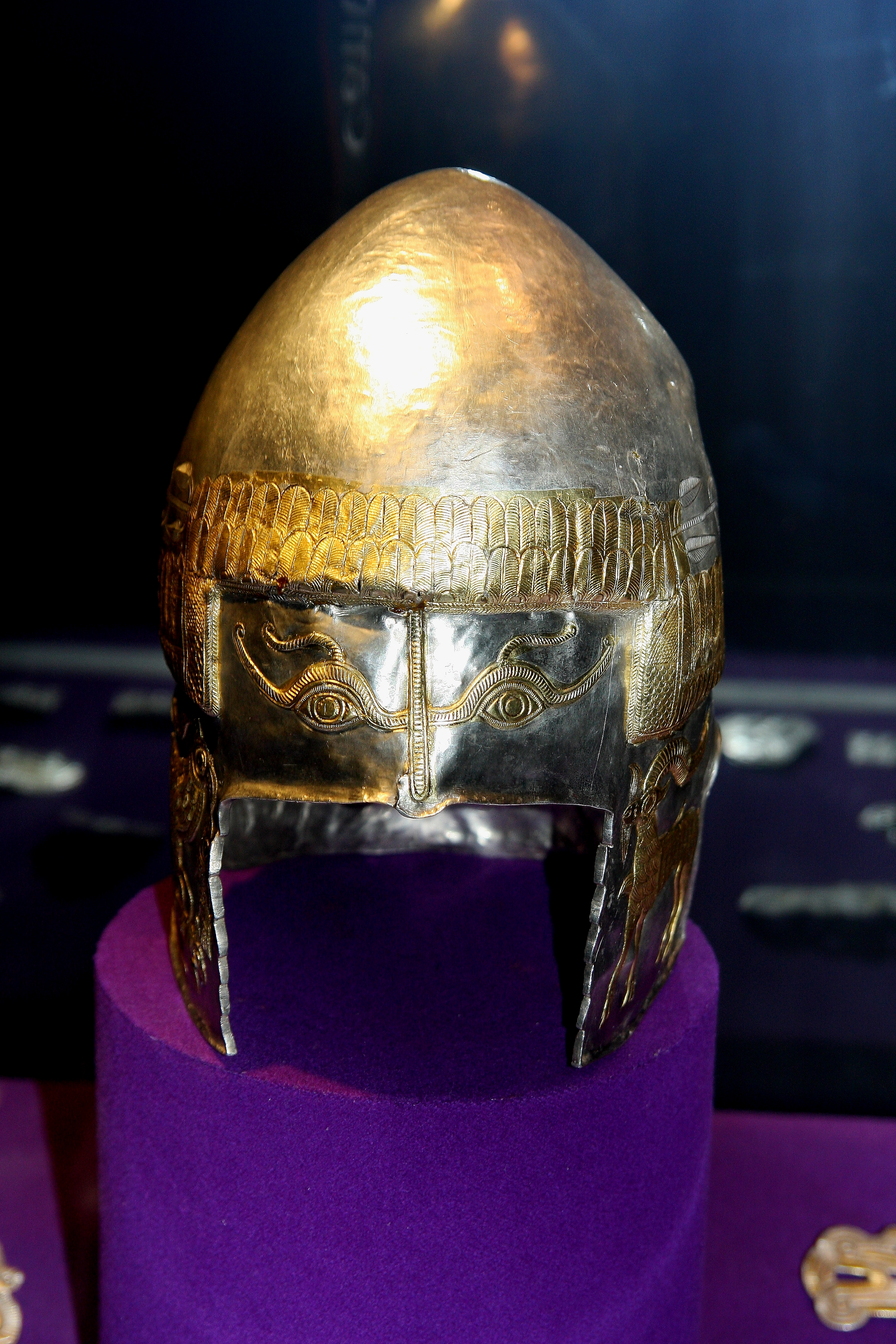
Un tipico elmo dace (di Petreu) appartenente certamente ad un re o alto dignitario, vista la ricchezza della sua decorazione (frontale).
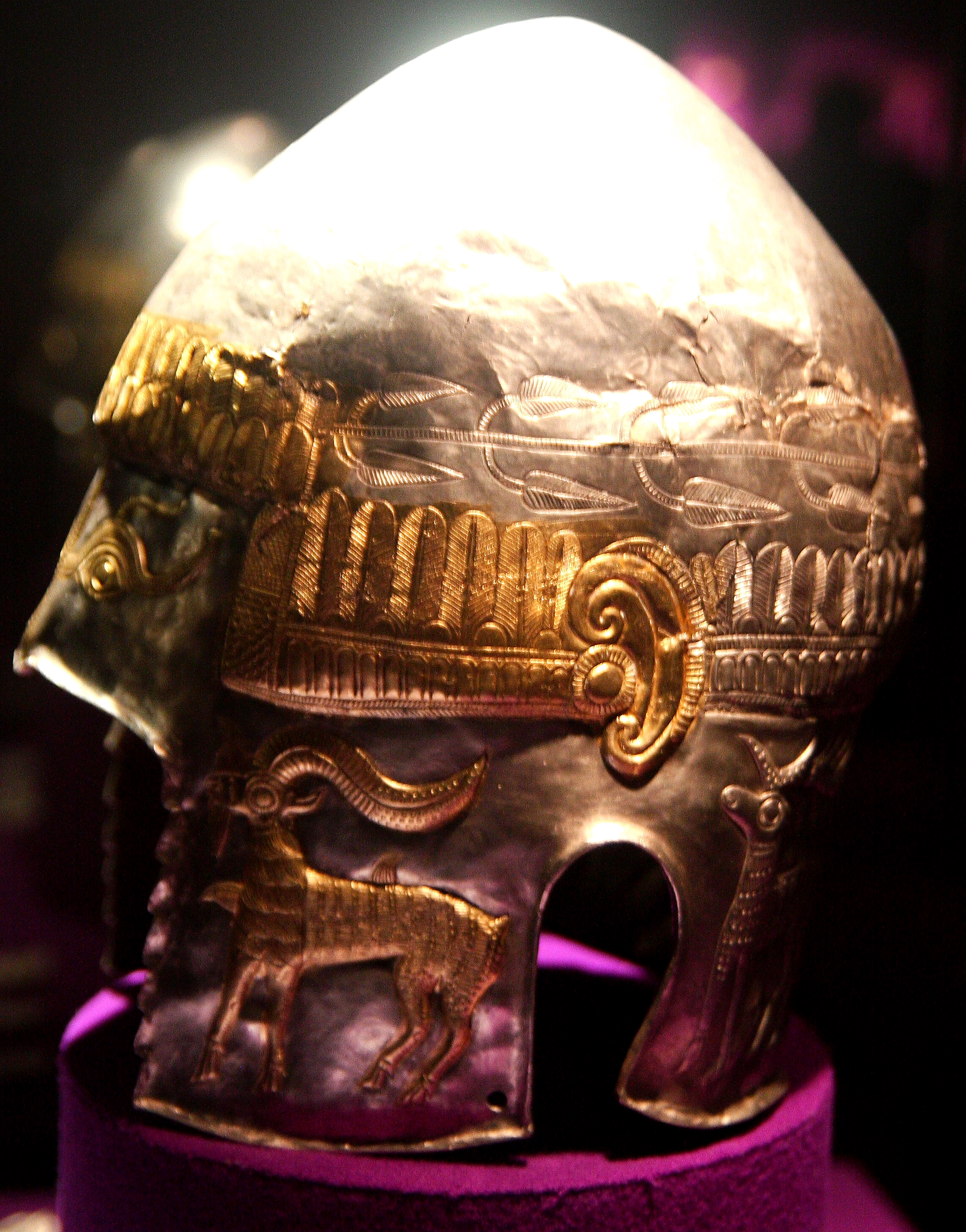
Elmo dace di Petreu (laterale).
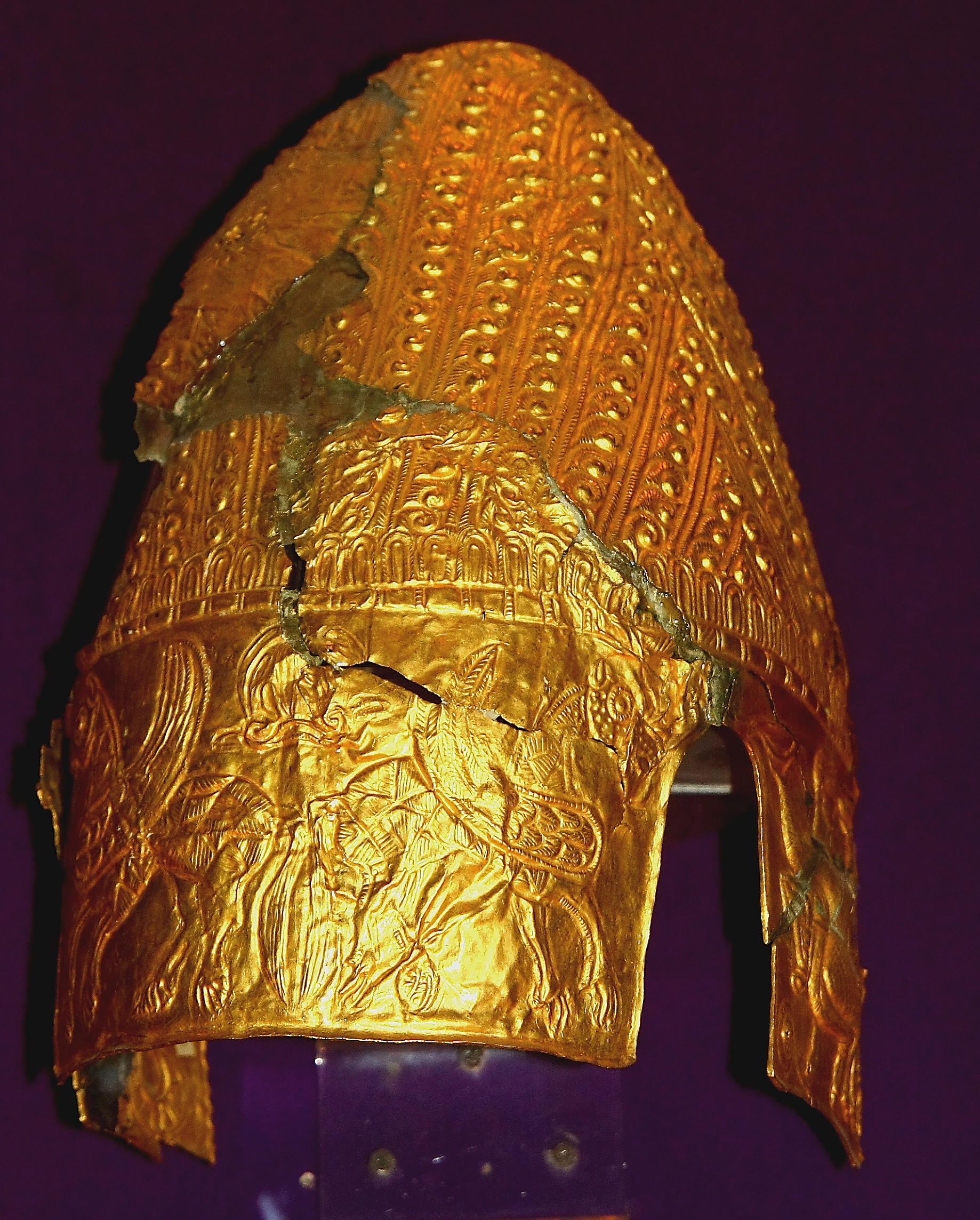
Elmo di Cucuteni-Băiceni
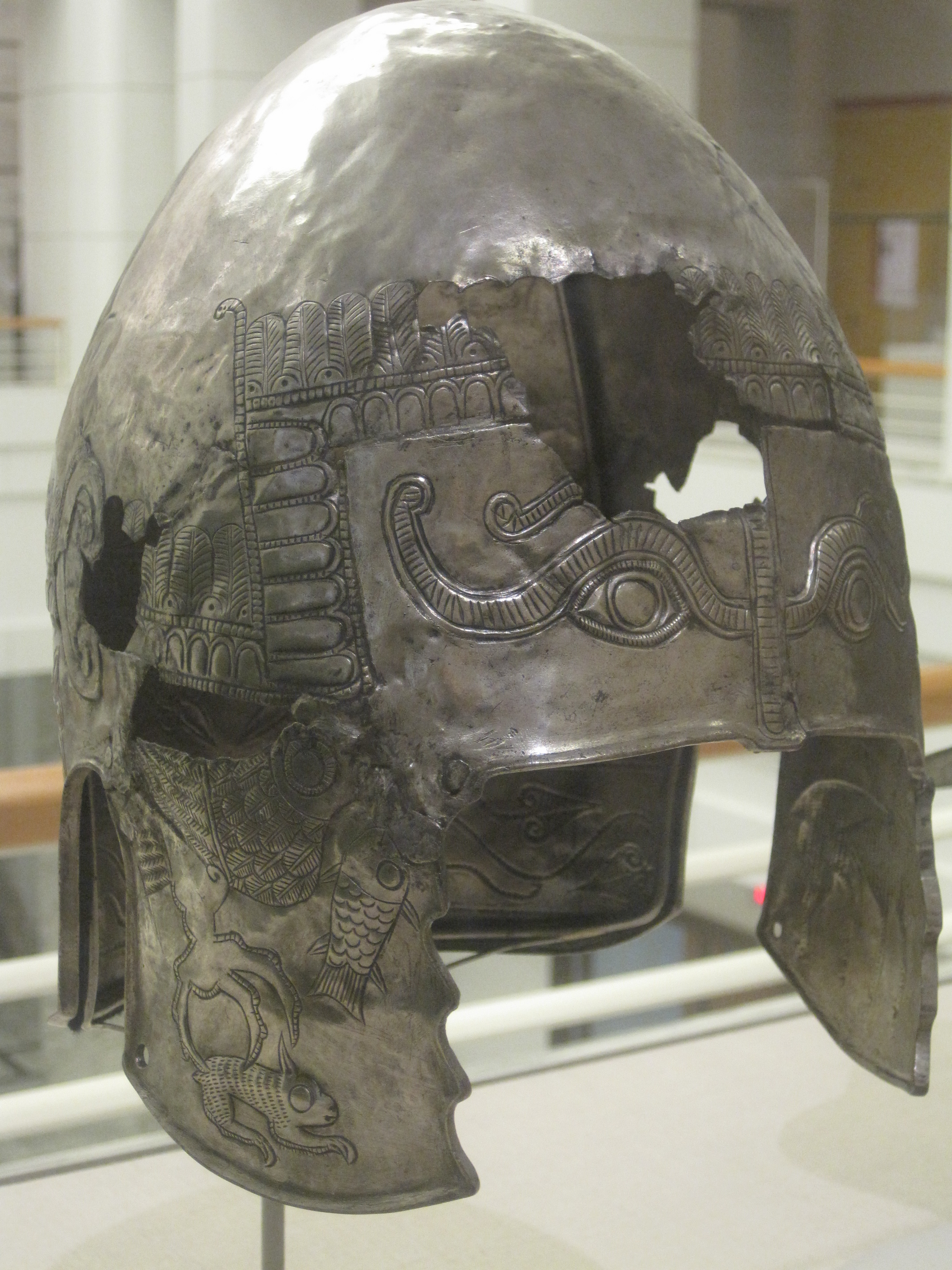
Elmo di ottima fattura rinvenuto presso le porte di ferro e conservato al museo di Detroit.

Ancora qui di seguito alcune immagini di scudi ed umboni degli antichi Daci.

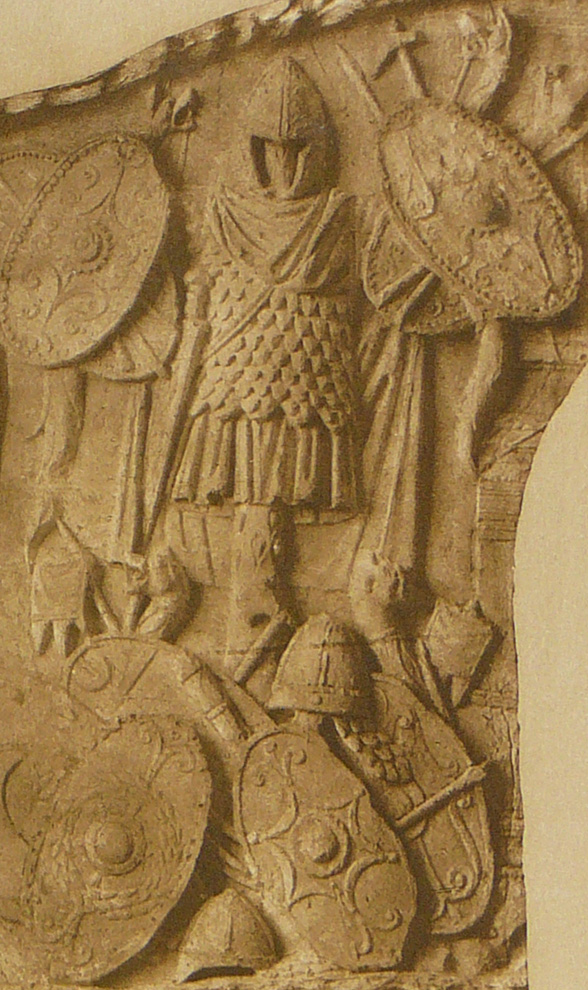
Varie tipologie di scudi dei Daci, tutti ovali, oggi presenti sulla colonna di Traiano
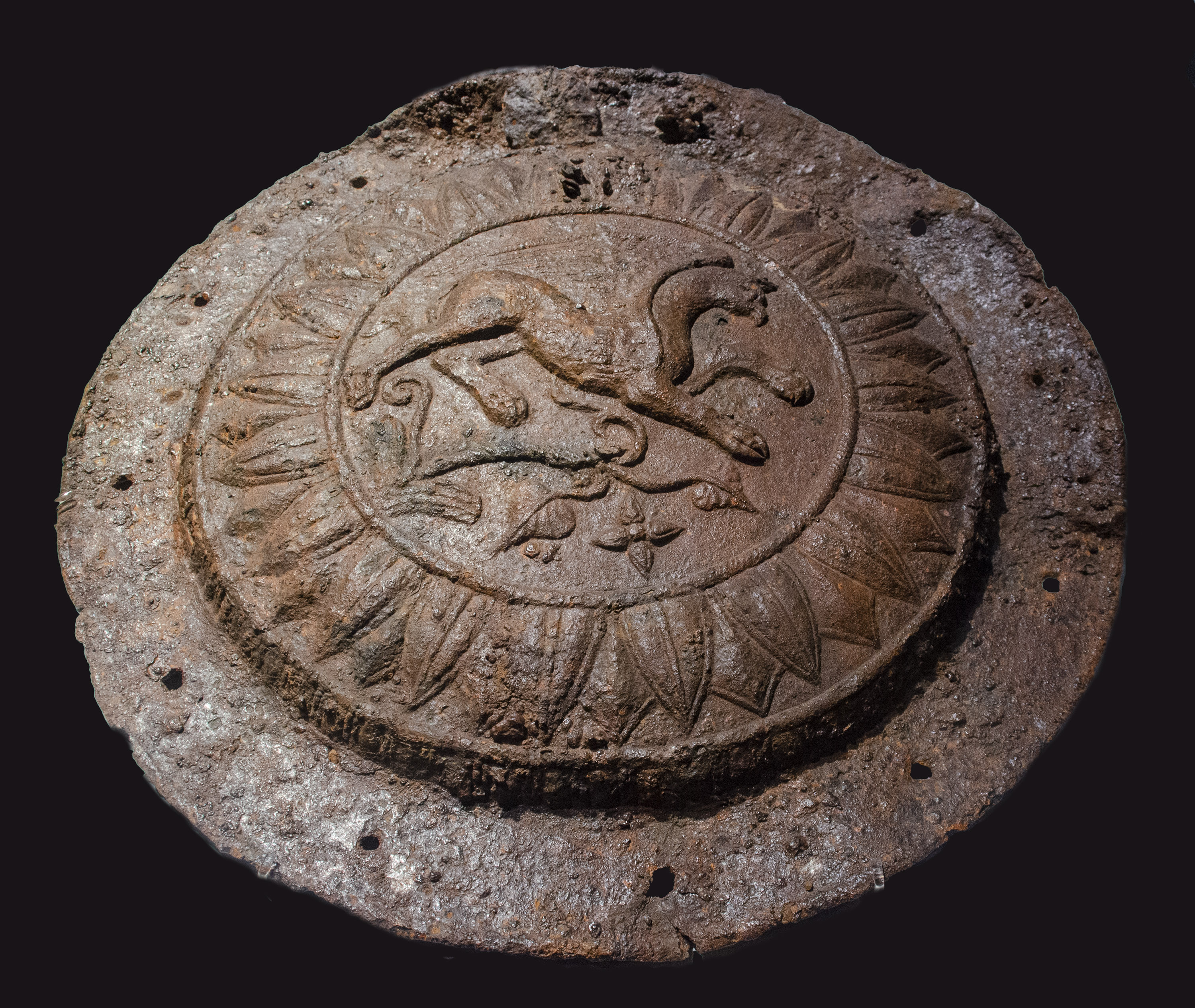
Umbone altamente decorato di uno scudo dace
Ricostruzione grafica di uno scudo

### Schieramento e combattimento

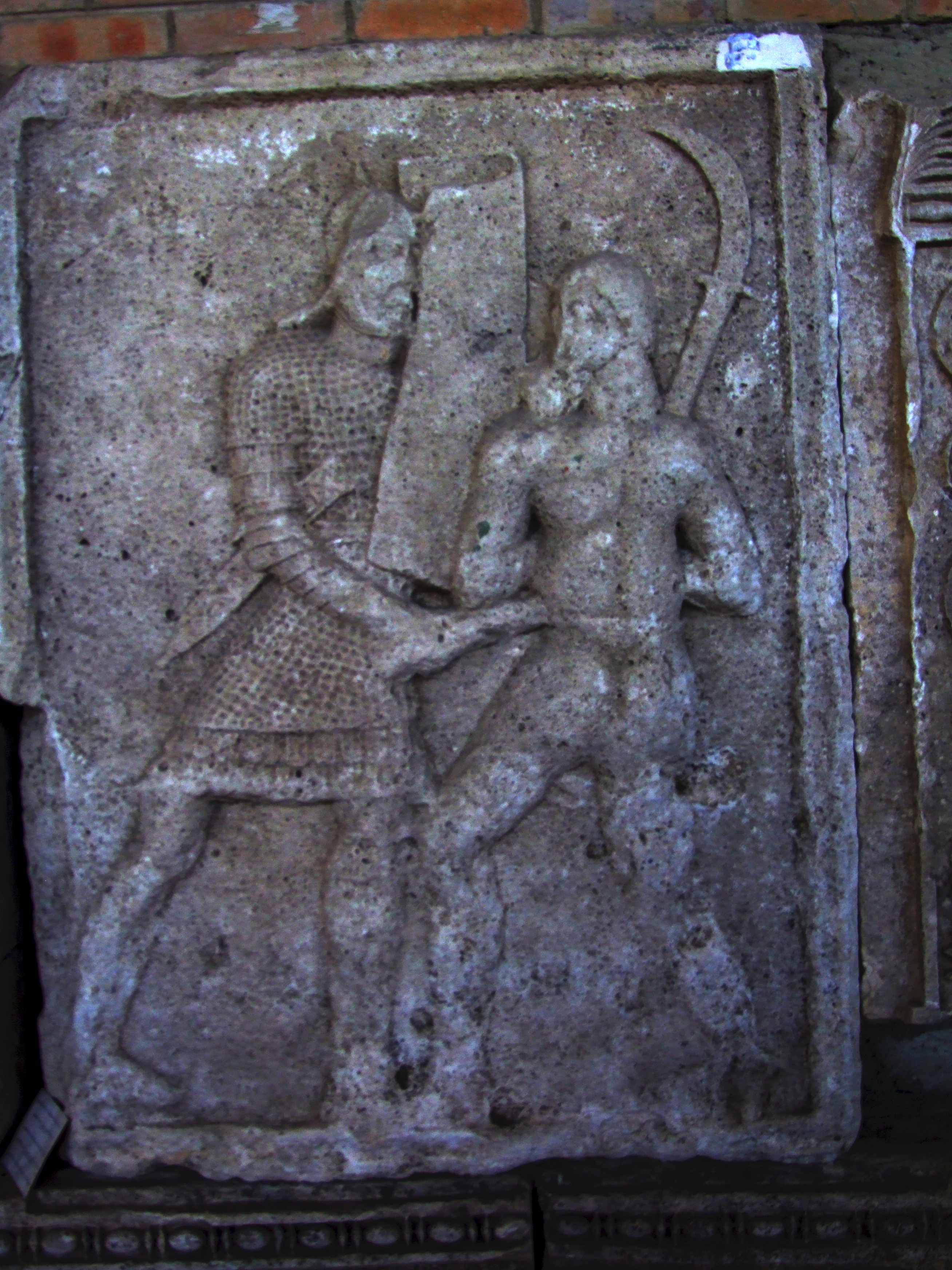
Combattimento "corpo a corpo" tra un legionario romano e un fante dace, munito di falce dacica.

Spesso veniva utilizzata dai Daci la tattica della "terra bruciata", come avvenne durante la prima campagna di Traiano nel 101. Cassio Dione ricorda:
(Cassio Dione, LVIII, 6, 2.)
Le armate daciche preferirono inizialmente ritirarsi verso l'interno, ripetendo quanto avevano già sperimentato con successo nell'86 contro Cornelio Fusco e l'esercito di Domiziano; la speranza era di costringere il nemico romano ad abbandonare le linee di comunicazione ed approvvigionamento, oltre ad isolarlo nel cuore delle montagne della Transilvania. Le sculture della Colonna, infatti, mostrano fortezze deserte, greggi distrutte, colline abbandonate, e qualche spia dacica in attesa delle future mosse dell'esercito romano. Durante la marcia di avvicinamento viene segnalato da Cassio Dione un solo attacco delle avanguardie del popolo germanico dei Buri, alleati dei Daci. Ma Traiano, che era un abile e navigato generale, continuò a procedere verso l'interno con la massima cautela, preoccupandosi che la sua avanzata fosse al riparo da possibili imboscate, costruendo strade, ponti e forti lungo il suo cammino.
I Daci furono molto abili anche nell'attaccare le postazioni romane all'improvviso, attraversando d'inverno il Danubio gelato, per poi ritirarsi rapidamente all'interno del loro sistema di fortificazioni. Ciò accadde in diverse occasioni durante le guerre condotte contro i Romani da parte del loro re Decebalo (85-106). Questa azione fu rappresentata sulla Colonna di Traiano, dove si mostrano oltre alle forze daciche, anche quelle degli alleati sarmati Roxolani, intente a sfondare il limes mesico. Solo con l'arrivo dei rinforzi, capeggiati dallo stesso imperatore Traiano, le forze dei Daci e dei Roxolani furono fermate, subendo poi una pesante sconfitta. In ricordo di questi eventi Traiano potrebbe aver ordinato la costruzione del grande trofeo, eretto nel 107-108 ad Adamclisi nella Dobrugia;

## Strategia
Il regno di Burebista prima e di Decebalo un secolo e mezzo più tardi si caratterizzarono per aver costituito attorno alla capitale Sarmizegetusa una cerchia di cittadelle fortificate a protezione del sovrano dei Daci. Questa strategia permise così agli eserciti dei Daci di spingersi in ogni direzione, partendo dal cuore del loro regno, la Transilvania, spingendosi: a est fino alle coste del Ponto Eusino; a ovest fino in Pannonia-Norico; a sud fino ad oltre il Danubio, mentre a nord, arroccandosi lungo i Carpazi e proteggendosi dagli attacchi di popolazioni nemiche come i Bastarni.

### Strutture difensive
Caratteristiche degli insediamenti daci sono le piazzeforti collocate su alture, tratto tipicamente indoeuropeo. Così la stessa capitale, Sarmizegetusa Regia, che oltre alle fortificazioni includeva edifici religiosi e quella che sembra una piattaforma per l'osservazione astronomica.
I Daci erano, quindi, specialisti in fatto di fortificazioni difensive, e la loro perizia crebbe ancora di più quando entrarono a contatto con la tecnica greco-romana. Il murus dacicus, un lungo vallo difensivo posto sui confini del regno per prevenire invasioni romane, è un esempio lampante di questa grande maestria. Le fortezze dei monti Orăștie, costruite per difendere Sarmizegetusa, erano posizionate a Popești, Cetățeni, Piatra Neamț, Pecica, Piatra Craivii, Căpâlna, Costești, Bănița, Bălănești fino a Tilișca.

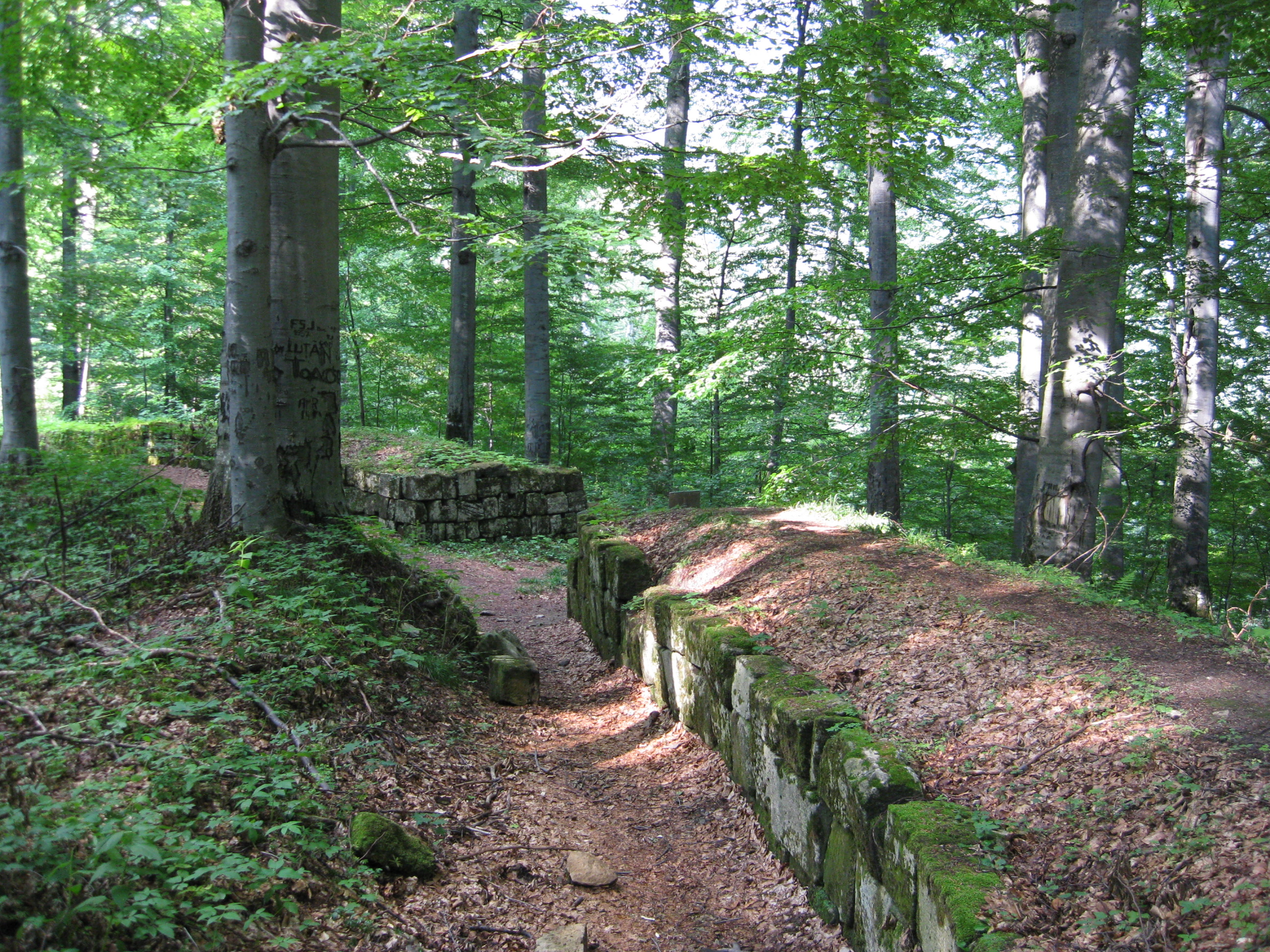
Tipico esempio di murus dacicus
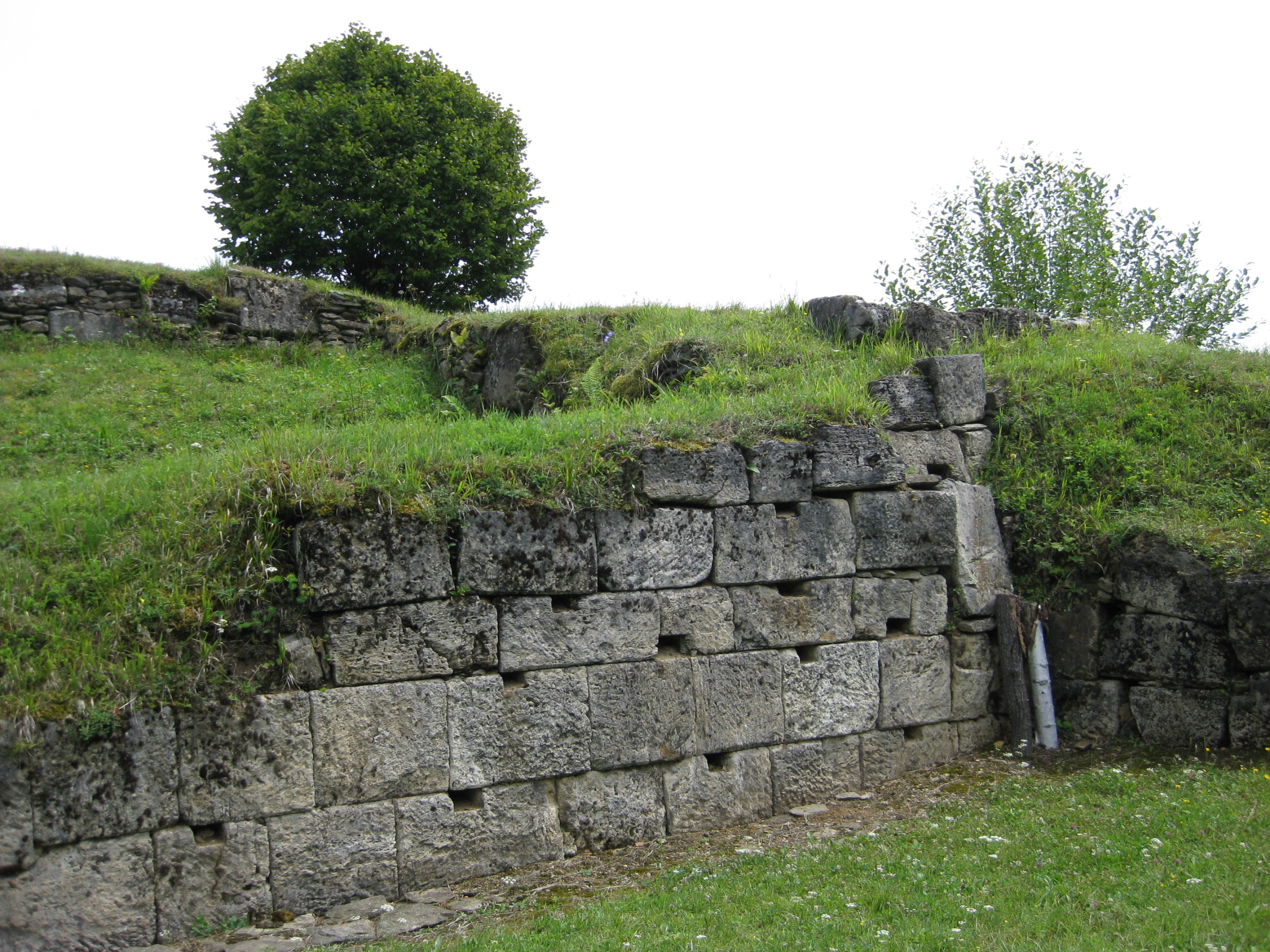
La fortezza dacica a Blidaru (1)
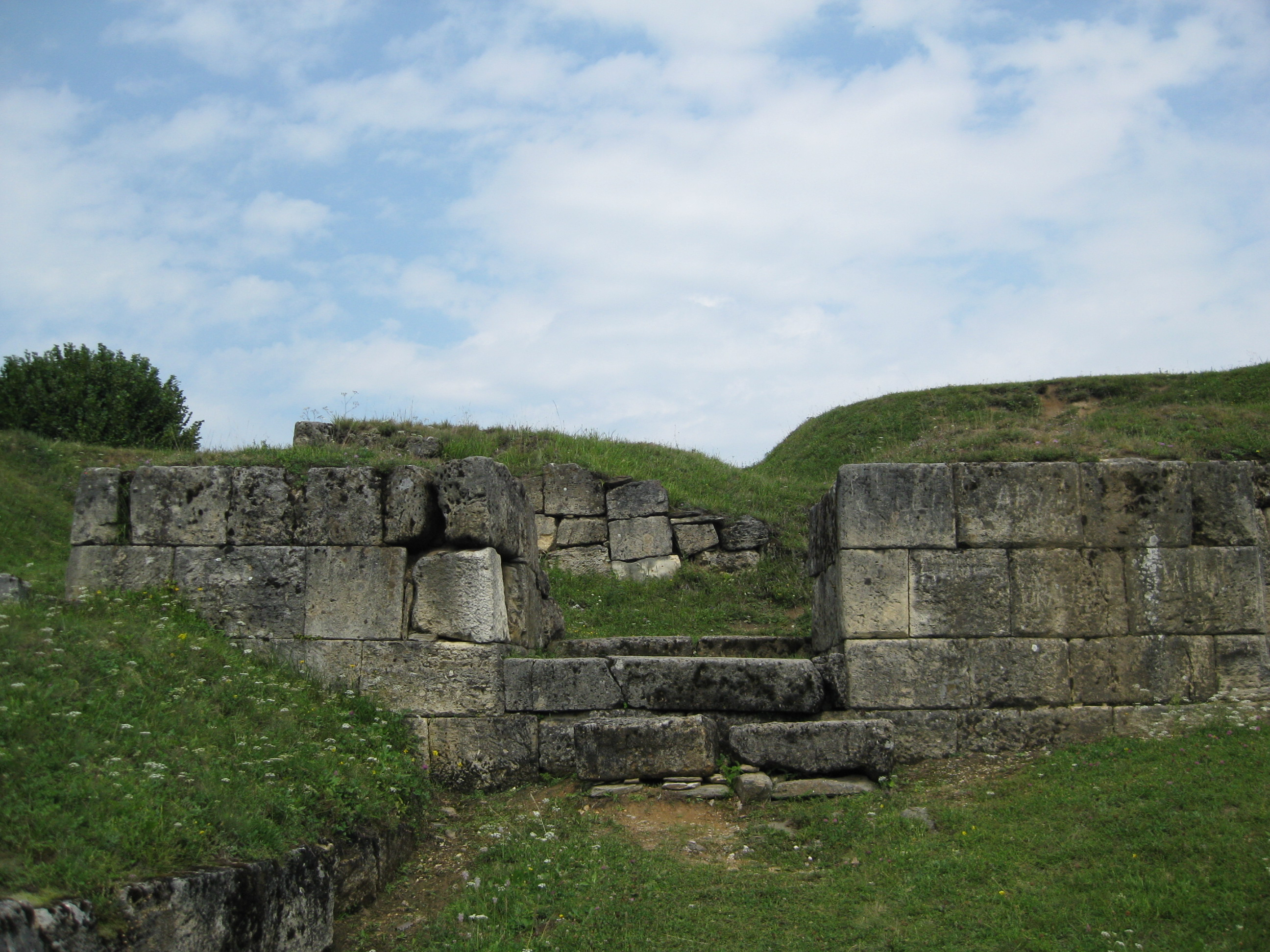
La fortezza dacica a Blidaru (2)
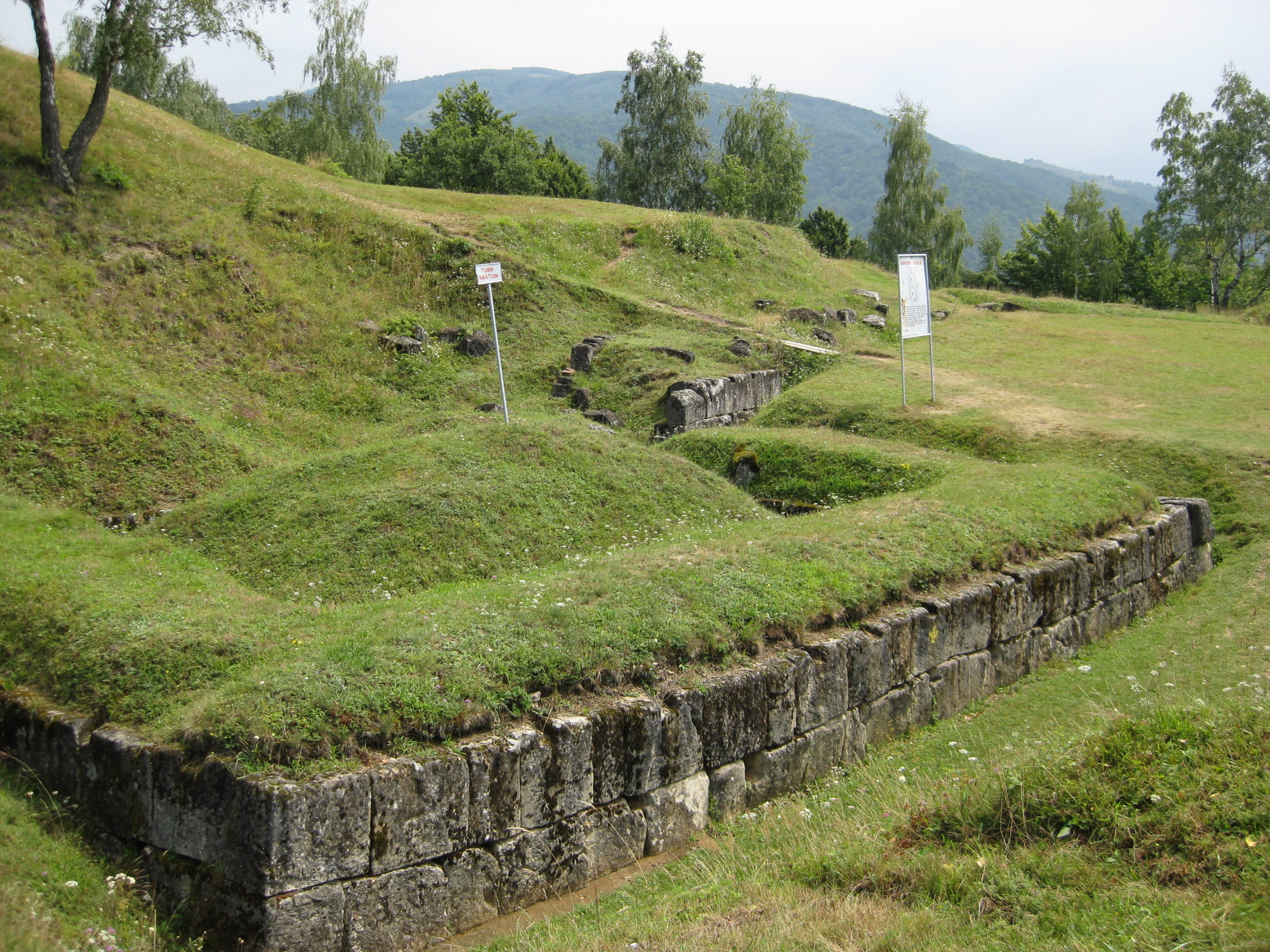
La fortezza di Costești
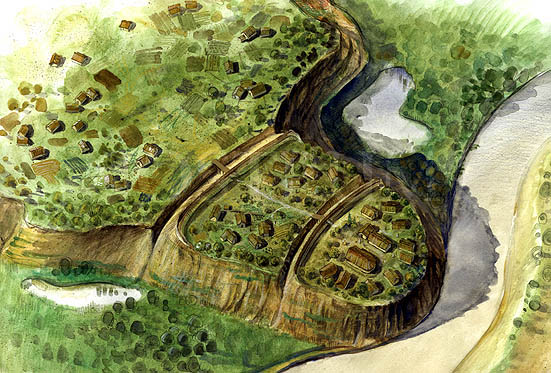
Fortezza di Argedava
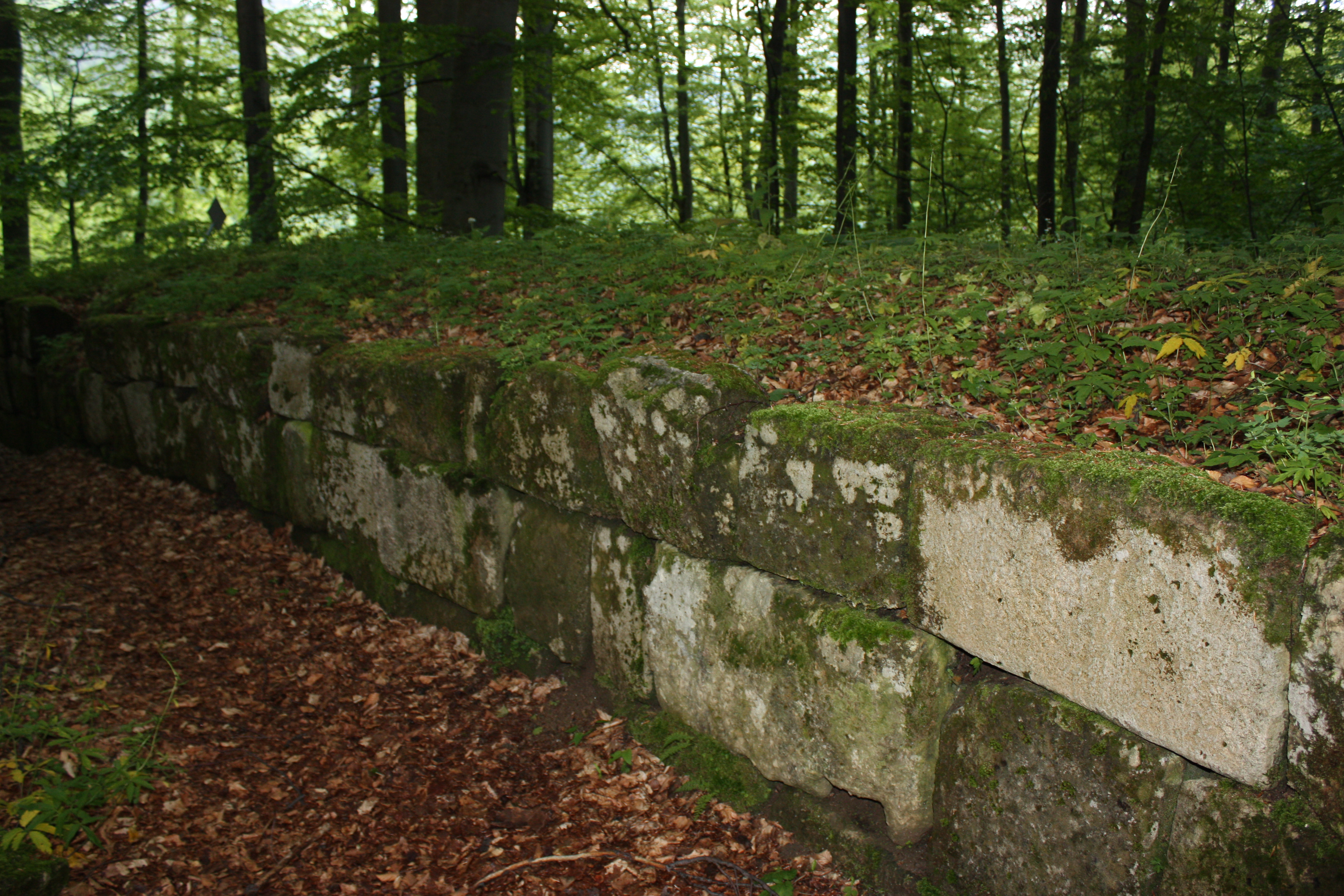
Possenti mura a Sarmizegetusa

## Dimensione degli eserciti
Plutarco nella vita di Alessandro Magno racconta che nel corso della campagna militare del condottiero macedone, deciso a dare a queste genti una dimostrazione di forza, traghettò il fiume Danubio, passò con le sue armate in Oltenia e, scontratosi contro un esercito di 10.000 fanti e 4.000 cavalieri geti, riuscì a batterle e a sottomettere queste genti abitanti l'antica Dacia.
| D A T A                          | N. TOTALE ARMATI | POPOLI COINVOLTI | DOVE           |
| -------------------------------- | ---------------- | ---------------- | -------------- |
| 60-44 a.C. al tempo di Burebista | 200.000 armati   | Daci             | Regno di Dacia |